# Економіка Башкортостану
Економіка Башкортостану — сукупність видів економічної діяльності та галузей у народному господарстві Республіки Башкортостан, одному з провідних регіонів Росії.
Економіка Башкортостану має багатогалузеву структуру. Галузями спеціалізації промисловості є паливно-енергетичний комплекс, нафтопереробна, хімічна і нафтохімічна промисловість, машинобудування, лісова промисловість тощо.
За обсягом видобутку нафти Башкортостан займає 9-те місце в Російській Федерації, за її переробкою і виробництвом нафтопродуктів — 1-ше (7-16% переробки нафти, виробництва автомобільного бензину, дизельного палива і топкового мазуту), за випуском тролейбусів — 4-те , автобусів — 5-те місце; виробляє 19% виготовленої в РФ каустичної соди, 53% ізобутилового і бутилового спирту, 58% кальцинованої соди, є єдиним російським виробником білої сажі та харчової соди. Республіка має розвинену інфраструктуру, будівельний комплекс.

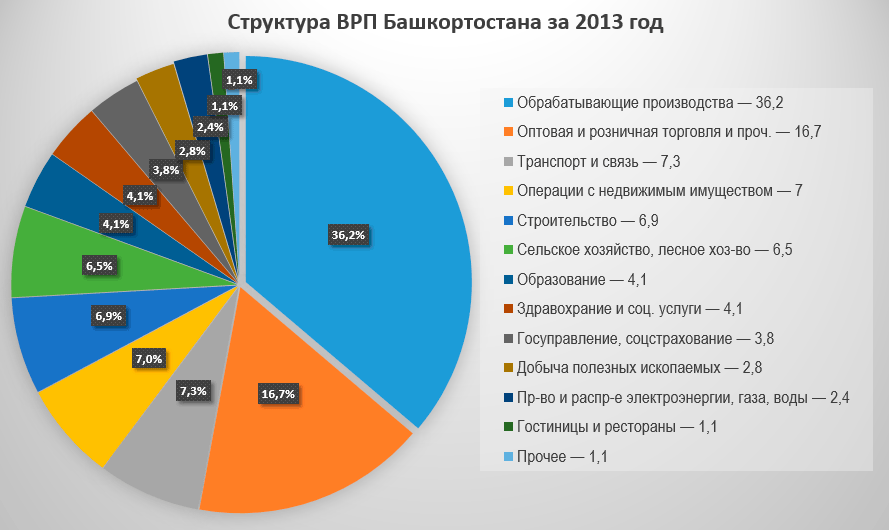
Структура ВРП Башкортостану за 2013 рік

## Розвиток економіки
Розвиток економіки Башкортостану зумовлюють такі чинники:
1. Край багатий на корисні копалини. Загальна кількість родовищ мінеральних ресурсів перевищує три тисячі. Це нафта, газ, вугілля, руди чорних металів (залізні руди, марганець, хроміти), руди кольорових металів (мідь, свинець, алюміній, цинк, золото, боксити), руди рідкісних металів (вольфрам, олово), неметалічні копалини (гірський кришталь, флюорит, ісландський шпат, сірчаний колчедан, барит, силікати, кремнезем, азбест, тальк), дорогоцінне, виробне і природне каміння (малахіт, яшма, граніт).
2. Край має значні лісові запаси. Загальна площа земель лісового фонду Башкортостану — 6,2 млн га, в тому числі вкрита лісом — 5 млн га. Загальні запаси деревини в лісах республіки оцінюються в 717,9 млн куб. м.
3. Земельний фонд краю становить 14,3 млн га. Найбільша питома вага в структурі земель республіки припадає на сільськогосподарські угіддя. Основні сільськогосподарські райони республіки лежать у помірно теплій агрокліматичній зоні. Площа сільськогосподарських угідь становить понад 7 млн га.
4. Регіон має значний запас підземних і наземних водних ресурсів, зокрема близько 13 000 річок загальною протяжністю понад 57 тис. км і більш ніж 2 700 озер, ставків і водосховищ загальною площею 427 кв. км. На території республіки функціонують понад 90 водосховищ, найбільшими є Павловське, Нугуське, Кармановське, Юмагузинське.
5. Наявність Уральських гір, цілющих мінеральних вод, лікувальних грязей сприяє створенню в краї курортів і санаторіїв: санаторії Янган-Тау, «Зелений Гай», «Красноусольськ», «Юматово» (єдина в країні кумисолікарня), «Якти-Куль», «Асси», а також широкої мережі туристичних баз із різноманітними видами відпочинку: кінно-верховим, гірськолижним, сплавом по річках.

## Історія
На початку ХХ століття у межах сучасного Башкортостану промисловість була представлена понад 100 підприємствами, в тому числі 40 млинами, 30 пивоварнями і спиртогорілчаними (у Стерлітамаку), 28 чавуноливарними і залізоробними заводами, ткацькою і кількома швацько-галантерейними фабриками, шкіряними заводами.

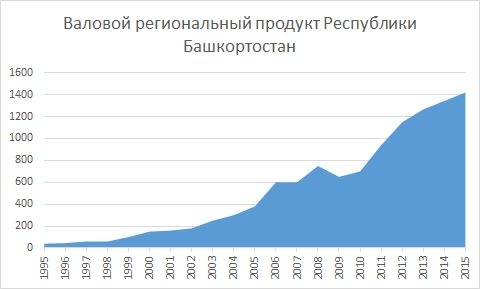
Обсяг ВРП у 2012 році досяг 1,065 трильйона рублів

У роки громадянської війни господарству республіки було завдано серйозної шкоди: в 1923-1924 роках промисловість випускала тільки 30% передвоєнного обсягу продукції. 1926 року республіка за випуском валової продукції переступила довоєнний рівень, в наступні роки промисловість Башкортостану розвивалася порівняно високими темпами (у %: в 1913 — 1,0; в 1940 — 10; в 1950 — 41; в 1960 — 186; в 1970 — 478; в 1980 — 983; в 1990 — 1221).
1929 року з ініціативи академіка І. М. Губкіна ГІНІ направив у БАРСР три геологічні партії, одна з них під керівництвом геолога О. О. Блохіна працювала на території сучасного міста Ішимбай. 16 травня 1932 нафтова свердловина № 702 дала великий фонтан нафти, що послужило утворенню нафтовидобувної промисловості регіону і появі нафтової компанії «Башнефть».
За роки І п'ятирічки до 1934 основні промислово-виробничі фонди збільшилися у 2,5 рази, випуск продукції у 2,3 рази. 1936 року в нинішніх межах міста Ішимбай було засновано перше підприємство з переробки нафти   — Ішимбайський нафтоперегонний завод]], що започаткувало освоєння нафтопереробної промисловості регіону.
У роки Німецько-радянської війни республіка стала одним із найважливіших районів перебазування промисловості країни. У 1941-1942 роках у БАРСР було евакуйовано близько 100 заводів і фабрик, госпіталі, наркомати нафтової промисловості, зв'язку. У 1941-1943 роках в Уфі працювали Академія наук СРСР, спілки письменників, композиторів, художників Української РСР, вищі навчальні заклади. У галузевій структурі промисловості провідне місце належало машинобудуванню і металообробці. Промисловість було перебудовано на випуск оборонної продукції. Так, Бєлорєцький металургійний комбінат випускав сталь для танків, на Уфимському паровозоремонтному заводі виготовлялися корпуси бомб, мін і снарядів, Нижньо-Троїцька суконна фабрика виробляла тканини для військового обмундирування.
У добу індустріального освоєння багатих природних ресурсів (40 - 80-ті роки) промислова продукція Башкортостану збільшилася у 81 раз.
При цьому до 1990-х років 97% власності (заводів, шахт, фабрик) на території БАРСР належало союзним і республіканським (РРФСР) міністерствам і відомствам. Частка відрахувань з цих підприємств до бюджету автономної республіки була неістотною. Згідно зі статтею 137 Конституції БАРСР, її бюджет був залежним від загальноросійського. За даними статистики, в розрахунку на одну людину в БАРСР виділялося капітальних вкладень на житло на 20-25% менше, ніж по РРФСР у середньому, в результаті чого республіка займала за цим показником 52-ге місце в Росії.
При переході з 1992 року до капіталістичного укладу економіки в республіці почалося акціонування підприємств. Частина з них закрилася, не витримавши конкуренції з боку китайських виробників (товари народного споживання, виробництво біноклів, одягу тощо). Деякі змінили асортимент продукції, що випускається.

У 1990-х роках у Башкортостані, як і в інших регіонах Росії, відбувалося становлення економічної самостійності. В результаті цього республіка набула особливого бюджетного статусу, який дозволяв їй із 1991 по 1993 роки практично не перераховувати податки у федеральний бюджет. Після його скасування перерахування Башкортостану у федеральний бюджет у 2011 році становили близько 90 млрд рублів.
27 листопада 1990 року було створено Торгово-промислова палата Республіки Башкортостан.
1994 року було підписано угоду між Урядом Російської Федерації та Урядом Республіки Башкортостан «Про бюджетні взаємовідносини в 1994-1995 роках». Згідно з ним, для реалізації екологічних програм і ухвалених раніше рішень з охорони навколишнього середовища в республіканський бюджет повинні були зараховуватися акцизи на спирт, горілку і лікеро-горілчані вироби, нафту і газ, плата за землю і спеціальний податок. Із 1994 року з території краю почалося перерахування податків до федерального бюджету, хоча їхня частка в зібраних у республіці податках залишалася набагато нижчою за середньоросійську.
Масштабну інвестиційну діяльність у Башкортостані веде ВАТ «Газпром». У 2006-2011 роках компанія спрямувала на газифікацію республіки більш ніж 1,75 млрд руб. На ці кошти побудовано 13 міжселищних газопроводів загальною протяжністю близько 250 км. Рівень газифікації становить 84,3%, тоді як у середньому по Росії — 63,1%. Загальний обсяг капіталовкладень компанії на території республіки за цей час становив близько 21 млрд рублів..
2008 року ВАТ «Газпром» придбав контрольний пакет акцій (53,93% або 1,04 млрд. дол. США) ВАТ «Салаватнафтооргсинтез», яке раніше належало башкирському уряду, що гарантує поставку підприємству сировини на довгі роки вперед.
У 2009 році в РБ ухвалено стратегію соціально-економічного розвитку Башкортостану до 2020 року відповідно до концепції довгострокового соціально-економічного розвитку Російської Федерації на період до 2020 року.
Приплив іноземних інвестицій за 2012 рік майже подвоївся: з 313 до 596 мільйонів доларів. Два роки поспіль (у 2011 і 2012) рейтингове агентство «Експерт РА» визнавало Башкортостан краєм із мінімальними економічними ризиками.
За підсумками 2012 року ВРП республіки становив 1 трильйон 65 мільярдів рублів. Согласно прогнозу к 2016 году показатель превысит 1,6 триллиона рублей. Ріст валового регіонального продукту в рублях частково пояснюється постійним знеціненням рубля (у 8 разів на 2011 рік проти 1997 року).
У 2015 році в Уфі пройшов саміт ШОС і БРІКС. Для підготовки до саміту в Уфі федеральний бюджет планував виділити близько 18 млрд рублів, а РБ — 24,8 млрд рублів. Ці гроші призначалися на капітальний ремонт вулиць, ремонт траси Уфа-Оренбург і автодороги Уфа-аеропорт, будівництво готелів, знесення старих будинків, підготовку волонтерів тощо. Прискореними темпами планувалося завершити довгобуди: Уфимський залізничний вокзал, мечеть, лінії швидкісного трамвая.

## Промисловість
Центри промислового виробництва Башкортостану — це міста Уфа, Стерлітамак, Салават, Ішимбай та Нефтекамськ. На підприємствах цих міст виробляється більш ніж половина обсягу всієї промислової продукції Башкортостану.
Значна частка у структурі промислового виробництва припадає на паливно-енергетичний комплекс (ПЕК). Його частка в загальнореспубліканському обсязі відвантаженої продукції становить до 50%, отриманого прибутку — близько 70%, надходжень до консолідованого бюджету республіки — близько 40%, інвестицій в основний капітал — понад 30%; валютних надходжень — понад 80%. ПЕК Башкортостану є також значною складовою частиною національної економіки Росії. Станом на 2011, частка республіки в російському обсязі видобутку нафти становить 2,2%, первинної переробки нафти — 11,4%,
виробництва автомобільних бензинів — 16,2%, дизельного палива — 14,2%, вироблення електричної енергії — 2,6%, теплової — 3,6%.

### Нафтовидобуток
У республіці розвідано 191 родовище нафти і газу, з яких розробляється 161.
1955 року Башкирська АРСР вийшла на перше місце у країні з видобутку нафти. Максимальний рівень у 47,8 млн тонн було досягнуто 1967 року. Протягом майже десятьох років рівень видобутку утримували на позначці 40 млн тонн нафти на рік.
Нині цей рівень значно знизився (11,8 мли. т. у 2007 році), але надра мають значний потенціал. За сформованого рівня видобутку забезпеченість розвіданими запасами нафти становить близько 25 років.
Провідне нафтогазовидобувне підприємство Башкирії — ПАТ «Акціонерна нафтова компанія "Башнефть"», що базується у Москві. Воно веде свою роботу через своє дочірнє підприємство «Башнефть-Добича» (нафтогазовидобувні управління «Ішимбайнефть», «Краснохолмскнефть», «Уфанефть», «Аксаковнефть», «Чекмагушнефть», «Арланнефть», «Туймазанефть». На частку «Башнефть» припадає понад 98% республіканського обсягу видобутку нафти і практично весь обсяг видобутого газу.

### Нафтохімічна промисловість
У Башкирії виробляються високоякісні сорти автомобільних бензинів, гасу, дизельного палива, мінеральні добрива. Підприємства краю випускають половину обсягу кальцинованої соди (ВАТ «Башкирська содова компанія» у Стерлітамаку), бутилового та ізобутилового спиртів Росії, більш ніж чверть хімічних засобів захисту рослин, п'яту частину каустичної соди, одну шосту автомобільного бензину, дизельного палива і синтетичних каучуків, сьому частину синтетичних смол і пластмас, одну восьму поліетилену, десяту частину топкового мазуту. В республіці міститься найбільше в Росії підприємство з виробництва каталізаторів (ТОВ «Ішимбайський спеціалізований хімічний завод каталізаторів» в Ішимбаї).
Провідні підприємства:

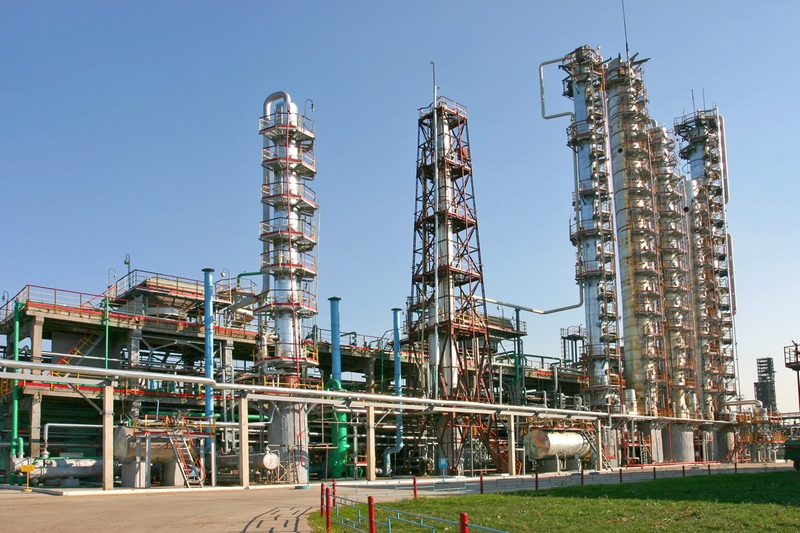
ВАТ «Газпром Нефтехім Салават»

- «Башнефть-Уфанефтехім», «Башнефть-УНПЗ» і «Башнефть-Новойл» в Уфі
- ВАТ «Уфаоргсинтез» (виробництво поліетилену високого тиску (ПВТ), поліетилену низького тиску (ПНТ), поліпропілену (понад 70 марок), синтетичного і гідролізного етилового спирту та інших хімічних продуктів) в Уфі
- ВАТ «Газпром Нефтехім Салават» (виробництво бензину, мінеральних добрив, ракетного палива) у Салаваті
- ВАТ «Стерлітамакський нафтохімічний завод» у Стерлітамаку
- ВАТ «Башкирська содова компанія» у Стерлітамаку

### Машинобудування і металообробка
У машинобудівному комплексі республіки близько 300 великих і середніх підприємств. На них виробляється устаткування для підприємств нафтовидобутку, нафто- і газопереробки, хімії і нафтохімії (ВАТ «Ішимбайський машинобудівний завод», ТОВ «Ідель Нефтемаш» в Ішимбаї, ВАТ «Салаватнефтемаш» у Салаваті), металургійних виробництв, сільського господарства, вертольотобудування (ВАТ «Кумертауське авіаційне виробниче підприємство» у Кумертау), виробництво всюдиходів («Машинобудівна компанія "Витязь"» в Ішимбаї), автобусів (ВАТ «Нефтекамський автозавод» у Нефтекамську) і тролейбусів (ВАТ «Башкирський тролейбусний завод» в Уфі).
 
Потужною виробничою базою, унікальним обладнанням і технологією виробництва володіють промислові та наукові підприємства оборонно-промислового комплексу. Розроблено та постійно вдосконалюються виробництва авіаційних і автомобільних двигунів, вертольотів, автобусів і тролейбусів. Розвинено електротехнічну промисловість, приладо- і верстатобудування.

### Харчова промисловість
Харчова промисловість Башкирії виробляє всі продукти харчування, необхідні населенню регіону. Це продукція підприємств м'ясної, молочної, кондитерської, лікеро-горілчаної, пивоварної, чайної галузей промисловості, а також башкирський мед.
Найбільшими підприємствами є ВАТ «Башспирт» (Стерлітамакський спирто-горілчаний комбінат, Уфимський вино-горілчаний завод), Карламанський молочно-консервний комбінат, Уфимський м'ясоконсервний комбінат, Мелеузовський МКК, Бєлорєцький рибзавод тощо.

### Енергетика

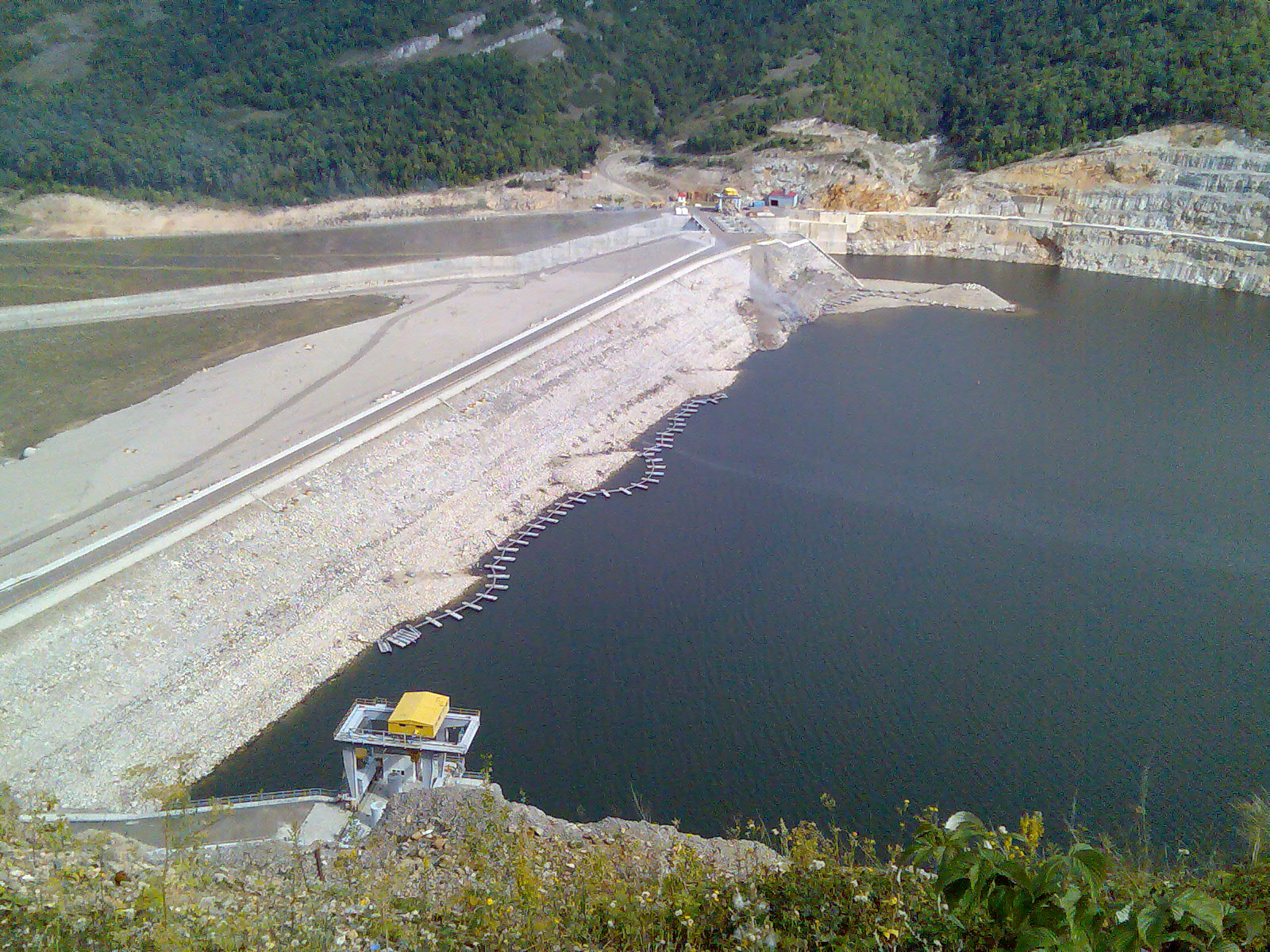
Гребля Юмагузинської ГЕС

Башкортостан має розвинену енергетичну базу і забезпечує необхідну потребу в електро- і теплоенергії на регіональному рівні. Системоутворювальне підприємство галузі — ВАТ «Башкирська електромережева компанія» — виробляє близько 25 млрд кВт⋅год електроенергії і близько 30 млн. Гкал теплової енергії.
Частка ВАТ «Башкирська електромережева компанія» в регіоні — більш ніж 90% електричної енергії і близько 50% теплової енергії.
У складі генеруючих потужностей енергосистеми Башкортостану одна державна районна електростанція (ГРЕС), одинадцять теплоелектроцентралей (ТЕЦ), в тому числі газопоршнева Зауральська ТЕЦ, дві гідроелектростанції (ГЕС), включаючи Юмагузинську ГЕС потужністю 45 МВт, п'ять газотурбінних установок, сім газопоршневих агрегатів, одна вітроелектростанція (Дослідно-експериментальна вітроелектростанція в селі Тюпкільди Туймазинського району потужністю 2,2 МВт) і вісім малих ГЕС.
Встановлена електрична потужність усіх генеруючих енергосистем республіки становить 4 295 МВт, встановлена теплова потужність — 13 141 Гкал/год (2011)..
У 2000-х велися розмови про можливе відновлення будівництва Башкирської АЕС, замороженої у 1990 році. Однак, за словами керівника «Росатому», запуск Башкирської АЕС до 2020 року економічно недоцільний.
На території південних районів республіки планується створення чотирьох сонячних електростанцій потужністю від 5 до 25 мВт.

## Сільське господарство
За загальним обсягом продукції сільського господарства Башкортостан посідає 3-тє місце серед регіонів Росії.
2011 року обсяг валової продукції сільського господарства становив 103,9 мільярда рублів (103,5 млрд руб. у 2008 р.). Поряд із великотоварним сектором економіки розвивається і приватний сектор аграрного виробництва. Сьогодні особисті підсобні господарства населення і селянські (фермерські) господарства дають близько 2/3 всієї валової продукції сільського господарства. Середньомісячна заробітна плата працівників сільського господарства республіки становить 9 976,9 руб. (2011).
У республіці розвинені традиційні галузі тваринництва: скотарство, свинарство, вівчарство, козярство, птахівництво. Розвиваються конярство, кумисоробство, засоби захисту рослин, рибництво, бджільництво. У республіці живе медоносна дика бджола «бурзянка». Вона відрізняється від своїх родичів не тільки приголомшливою морозостійкістю (виживає після 56-градусних морозів), але і надзвичайною стійкістю до різних захворювань і дивовижною працездатністю. Нині генофонд унікальної бортевої бджоли під загрозою зникнення. Для розширення і збереження місць проживання «бурзянки» на території Бурзянського району створено найбільший в республіці заказник «Алтин Солок», що в перекладі з башкирської означає «Золота борть».
Сільське господарство краю спеціалізується на вирощуванні пшениці, жита, вівса, ячменю, проса, гречки. Також успішно вирощуються технічні культури: цукрові буряки, соняшник. Виробництво картоплі та овочів зосереджено переважно у приватному секторі аграрної економіки. Розвинено садівництво, тепличне господарство.
Великої шкоди сільському господарству республіки було завдано посухою 2010 року. У 2012 році у Башкортостані також стояла спекотна і суха погода.
У республіці є водні ресурси для розвитку рибництва. В районі озера Якти-Куль в Абзеліловському районі Башкортостану планується створення господарства з виробництва цінних видів сигових риб.

## Транспорт

### Залізничний
Башкирське залізничне господарство входить до складу однієї з найбільших філій ВАТ «Російські залізниці» — Куйбишевської залізниці як її структурний підрозділ під назвою «Башкирський регіон Куйбишевської залізниці». Щорічно тут перевозиться понад двадцять мільйонів тонн вантажів і близько чотирнадцяти мільйонів пасажирів. Щодня з реконструйованого залізничного вокзалу в Уфі вирушає фірмовий поїзд № 40 «Москва-Уфа».
Загальна довжина залізниць загального користування Башкортостану становить 1 475 км (2000). За головну залізничну артерію краю править електрифікована магістраль Самара—Уфа—Челябінськ. Від магістралі відгалужується інша широтна магістраль Чишми—Ульяновськ—Інза. В районі Уфи до магістралі приєднується залізнична гілка Карламан—Бєлорєцьк—Магнітогорськ. На північному заході територія регіону виходить до електрифікованої двоколійної магістралі Москва—Казань—Єкатеринбург, що являє собою найкоротший шлях між Середнім Уралом і Центром.
Важливе районне значення має південний напрямок залізниці Дьома—Мурапталово—Оренбург. Її було споруджено з уваги на освоєння покладів нафти в районі сучасного міста Ішимбай. 1934 року прокладено гілку Дьома—Ішимбаєво, а далі дорогу було подовжено до лінії, що з'єднує з Оренбургом. Нині одноколійна залізниця з двоколійними вставками на ділянці Дьома—Карламан електрифікована, а на іншому відрізку обслуговується тепловозною тягою. Ця колія забезпечує найкоротше сполучення Башкирії з Оренбурзькою областю, Західним Казахстаном, Середньою Азією, Нижнім Поволжям і Північним Кавказом. 26% загальної довжини залізниць республіки належить до двоколійних, 2,5% — до багатоколійних, інша частина (71,5%) — до одноколійних, поїзди на яких можуть роз'їхатися тільки на вузлових станціях.
Залізничний транспорт здійснює перевезення продукції підприємств паливно-нафтового комплексу республіки.

### Водний
Регулярне судноплавство діє на річці Білій. Судноплавство існує близько 150 років. Його здійснює ВАТ «Башкирське річкове пароплавство». Пароплавство налічує понад 150 суден, які виконують пасажирські та вантажні перевезення.
Популярності набули річкові круїзи маршрутом Москва-Уфа на комфортабельному двопалубному теплоході.
У 1950-60 роках річкою Біла проводився сплав лісу, необхідного для будівництва.

### Повітряний

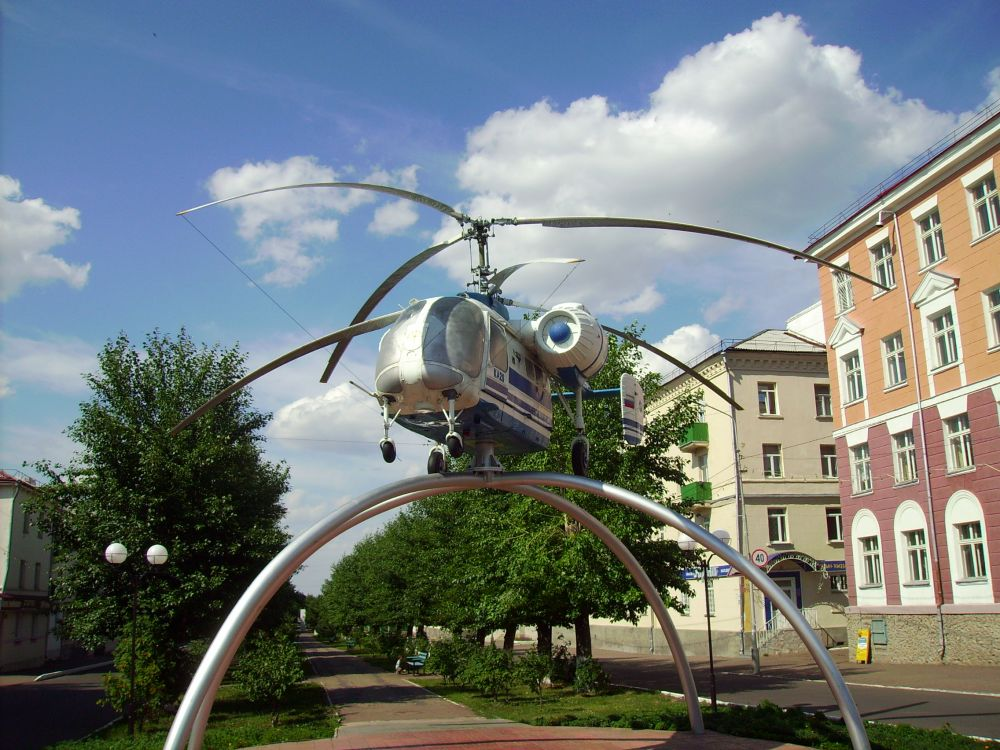
Кумертауське авіаційне виробниче підприємство

Башкортостан має один великий міжнародний пасажирський аеропорт Уфа, що діє з 1938 року. З аеропорту Уфа виконуються регулярні внутрішні рейси до 27 міст Росії, а також регулярні і чартерні міжнародні рейси до 16 міст світу.
З авіакомпаній Башкортостану перевезення проводить ТОВ «Авіакомпанія "Башкортостан"». Парк повітряних суден налічує три літаки типу «Боїнг» 757—200 і один Diamond DA42.

### Трубопровідний
Добре розвинений трубопровідний транспорт: є чимало магістральних газопроводів і нафтопроводів (Туймази-Уфа, Ішимбай-Уфа, Ішимбай-Орськ та ін.).
Трубопроводами надходить нафта із Західного Сибіру до найбільших нафтопереробних підприємств Башкортостану.

### Автомобільний
У будь-яке місто республіки можна дістатися на автобусах з міст Уфи, Стерлітамака, Салавата. Загальна протяжність автомобільних доріг становить 25 тисяч кілометрів, з них 500 кілометрів становлять федеральні дороги.
Автопарк республіки налічує понад 1,2 мільйона одиниць транспорту (2008). Переважна більшість із них — легкові автомобілі (близько 900 тисяч). Понад 130 тисяч становлять вантажівки, 23 тисячі — автобуси.

### Основні шляхи
- Рязанське шосе М5 «Урал» Москва—Челябінськ, E30, АН6, АН7
- Автомобільна дорога федерального значення Москва—Владимир—Нижній Новгород—Чебоксари—Казань—Уфа. М7 «Волга».
- Автодорога Р314 Уфа—Оренбург
- Автодорога Р316 Стерлітамак—Магнітогорськ
- Автодорога Р361 Мелеуз—Магнітогорськ

## Будівництво

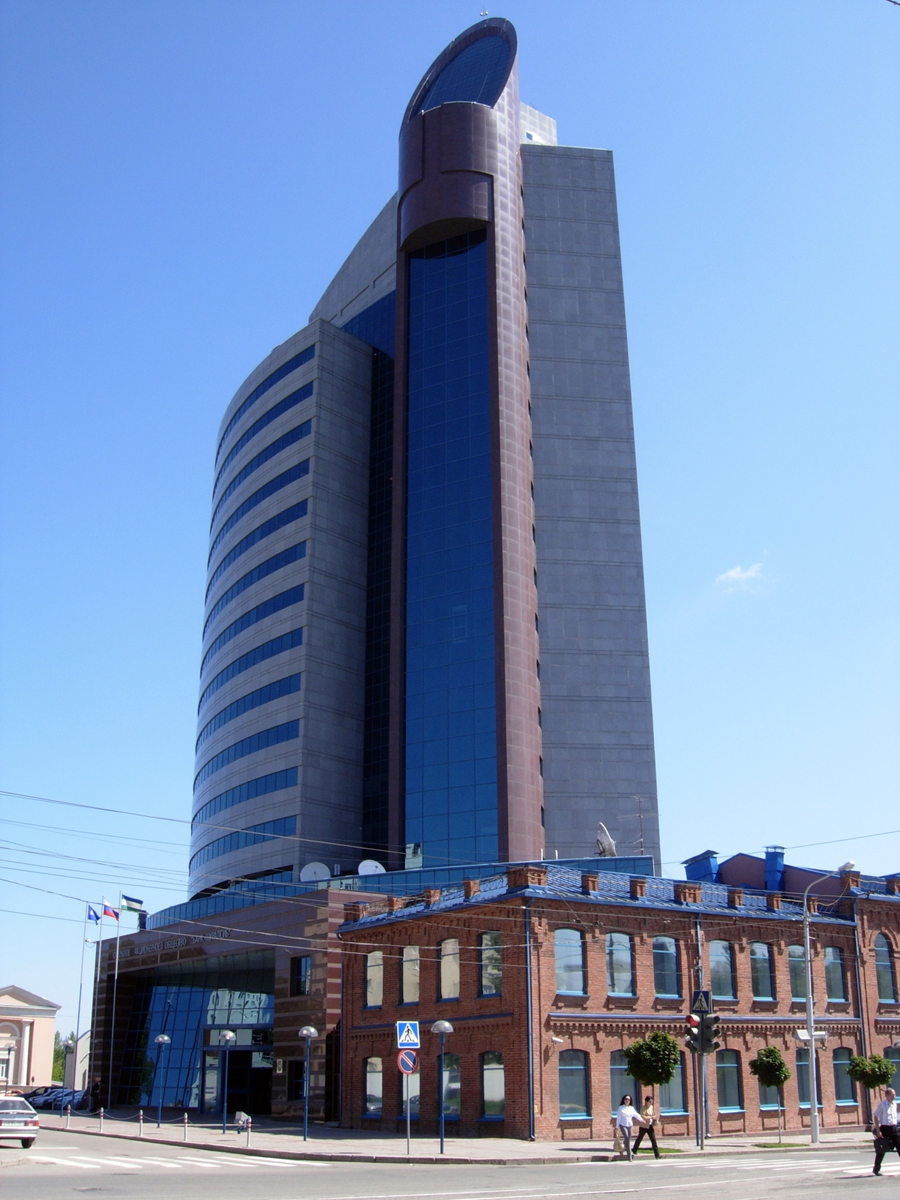
Будинок банку «Уралсиб»

2011 року в республіці здано в експлуатацію 14,5 тис. будівель загальною площею 2 607,9 тис. м², з яких 14,2 тис. будинків — житлового призначення. Всього у 2011 році введено 2,1 млн м² житла. За обсягом введеного житла 2011 року серед регіонів Приволзького федерального округу республіка посідала 2 місце (після Республіки Татарстан).
Попри високі темпи житлового будівництва, забезпеченість житлом у середньому на одного жителя республіки залишається на низькому рівні — 22,0 м² (2011).
Ціни на житло в середньому за 1 м²: в Уфі — 45 тис. руб., у Стерлітамаку — 35 тис. руб., у Салаваті — 25-30 тис. руб., в інших містах — 15-20 тис. руб.
У Башкортостані реалізуються державні програми з переселення громадян з аварійного житлового фонду. У 2008-2011 роках реалізовано 6 таких програм. Загальний обсяг коштів на переселення громадян становив 6,5 млрд рублів, у тому числі кошти Фонду сприяння реформуванню ЖКГ — 3,9 млрд. Розселення 14 640 громадян із 546 аварійних багатоквартирних житлових будинків загальною площею 196,6 тис. м². Для цього було придбано 5 072 житлові приміщення у 122 багатоквартирних будинках.
Для повної ліквідації аварійного житла в республіці ухвалено рішення про продовження строку дії Фонду сприяння реформуванню ЖКГ до 2016 року.

## Фінанси і торгівля
У республіці діють 90 банків (2012), у тому числі — 11 республіканських. Найбільшими є банки «Уралсиб», «Соцінвестбанк», «Сбербанк Росії».
За загальною кількістю банківських підрозділів, які діють на території республіки, Башкортостан займає 2-ге місце у Приволзькому федеральному окрузі і 5-те — в Російській Федерації. Сукупний обсяг кредитів, виданих економіці краю за січень-червень 2012 року, становив 298,8 млрд руб. Суб'єктам малого та середнього підприємництва було видано кредитів на суму 44,1 млрд руб.
Залишки кредитів, виданих банками Російської Федерації населенню Башкортостану, до 01.07.2012 досягли 150,4 млрд руб.
Нагляд за банками в республіці здійснює Національний банк Республіки Башкортостан.

## Туризм

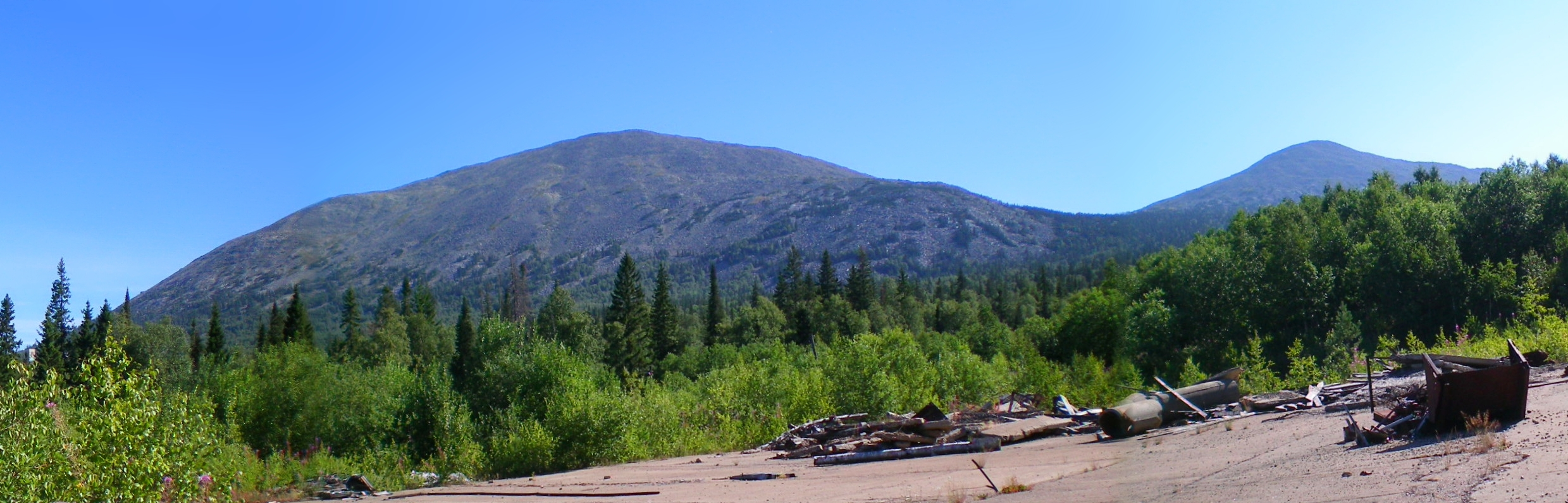
Гора Ямантау

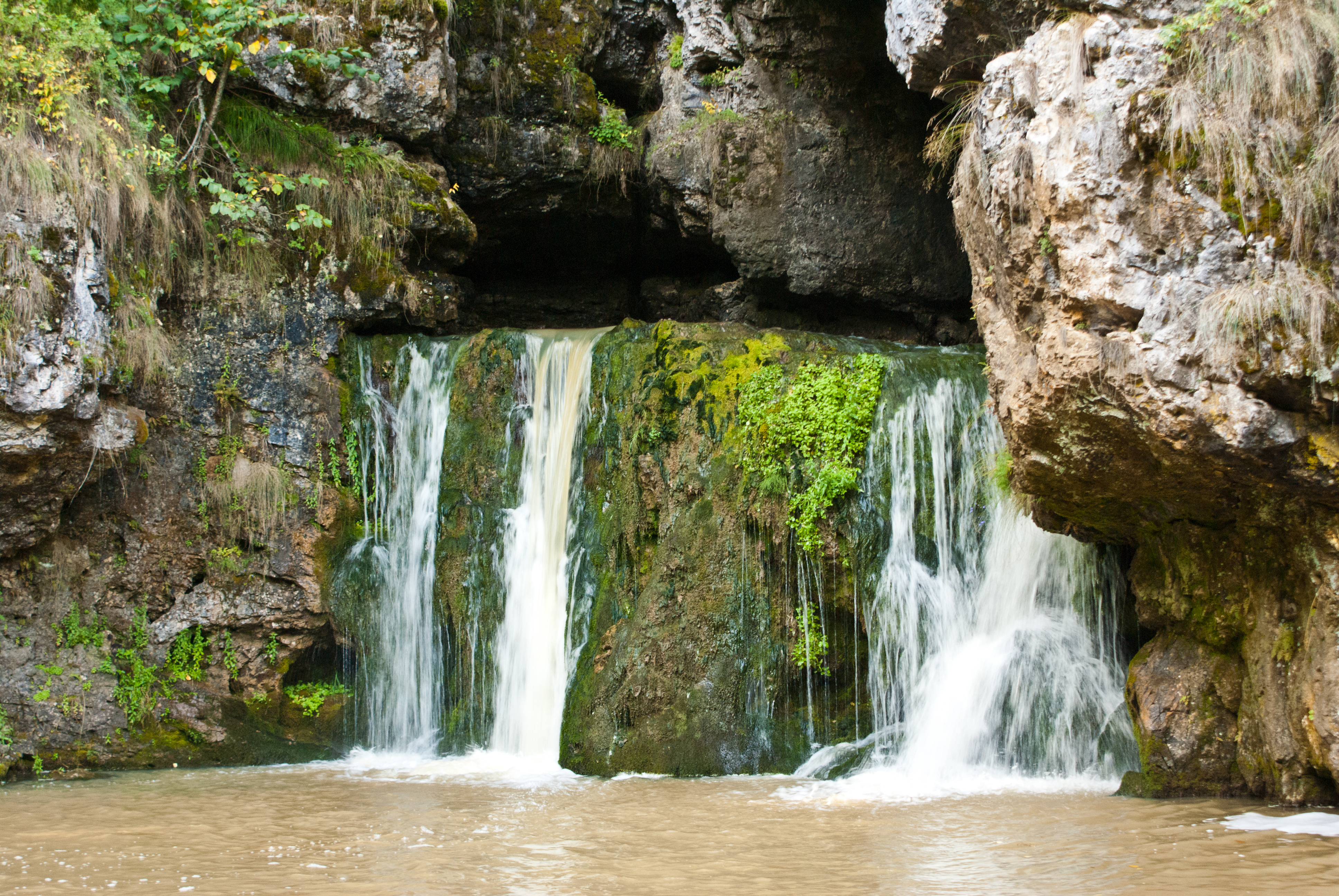
Водоспад Атиш і вхід в однойменну печеру

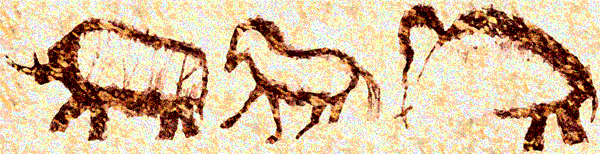
Наскельні рисунки доби палеоліту в Каповій печері (Шульганташ).

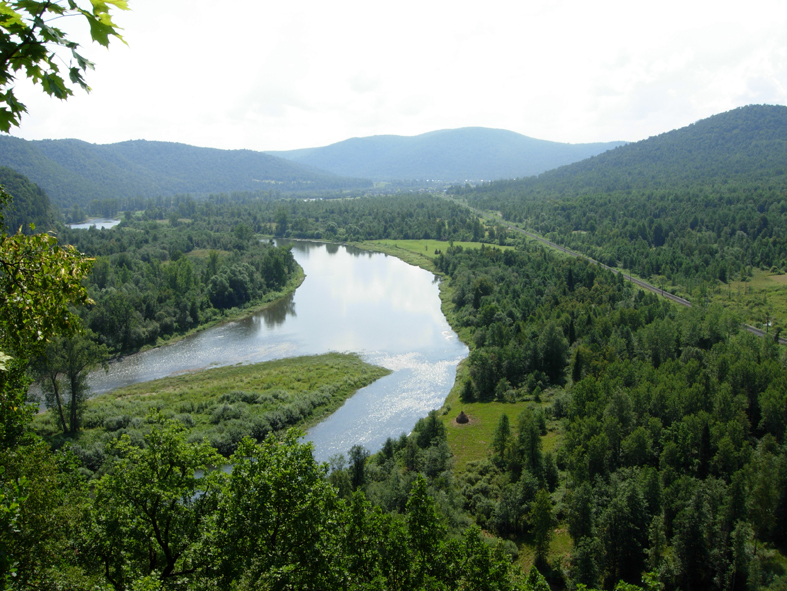
Річка Інзер у Бєлорєцькому районі Башкортостану.

Розвитку туризму у Башкортостані сприяє наявність неповторних природних об'єктів, пам'яток історії, культури і мистецтва, розвинута інфраструктура.
Організований туризм у Республіці Башкортостан перебував у віданні організацій: з 1929 — Башкирського товариства пролетарського туризму, з 1937 — Вищої ради з фізкультури та спорту при РНК Башкирської АРСР, з 1960 — Туристично-експлуатаційного управління БАРСР, з 1995 — Державного комітету Республіки Башкортостан з фізичної культури, спорту і туризму (Госкомспорттуризм). Нині цією цариною керує Агентство з туризму Республіки Башкортостан — республіканський орган виконавчої влади, що здійснює у межах своєї компетенції державну політику і регулювання в галузі розвитку і підтримки туризму та туристичної індустрії.

## Доходи населення

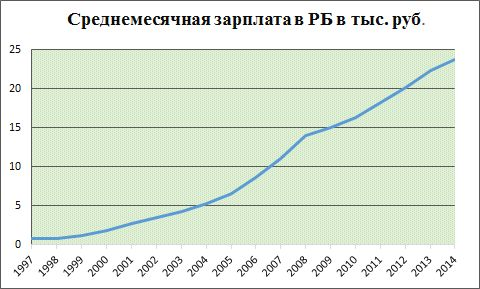
Динаміка росту зарплати в РБ

Нарахована середньомісячна зарплата одного працівника у першому кварталі 2012 року становила у Башкирії 18 300 рублів (23 780 руб. у серпні 2014 року). За розміром заробітної плати республіка відстає від середньоросійського рівня на 26 відсотків, або на 6 500 рублів і займає п'яте місце серед регіонів Поволзького федерального округу. При цьому в республіці з середини 90-х років зберігається 100-кратна і більша різниця у зарплатах в інженерно-технічних працівників та керівників великих акціонерних товариств.

## Перспективи
Президент Башкортостану Рустем Хамітов у 2012 році вказав на першочергові завдання, які стоять перед економікою республіки на найближчий час:
- створення нафтопромислового кластера на базі Південно-Башкортостанської агломерації (міста Ішимбай, Салават і Стерлітамак)
- Створення спільного з «РусГідро» і французькою Alstom промислового технопарку для машинобудівників
- Будівництво ГЕС на річці Уфа
- Будівництво металургійного заводу повного циклу у Бєлорєцькому районі
- Розвиток малого і середнього бізнесу, зростання зарплат, активізація будівельного комплексу.
- Будівництво в Уфі підприємства «Кроношпан» з виробництва деревно-стружкових плит. Потужність підприємства до 2 млн м³ на рік. Як сировину для підприємства у Башкортостані буде вирубуватися ліс (розрахункова лісосіка в РБ — вирубується 8 млн м³ на рік)